# Héctor Trujillo
Héctor Bienvenido Trujillo Molina (San Cristóbal, 6 de abril de 1908 – Miami, 19 de outubro de 2002) foi um general, um político; presidente da República Dominicana entre 1952 a 1960; e irmão de Rafael Trujillo.

## Biografia
Héctor Trujillo, apelidado de Negro por sua pele escura, era o irmão mais novo de Rafael Trujillo. Após Trujillo chegar ao poder em 1930, Héctor entrou no Exército e avançou rapidamente. Ele chegou ao posto de major-general, antes de ser nomeado "Secretário de Estado da Guerra e da Marinha" em 1942. Em 1944, se tornou "General do Exército", um título recém-criado. Além de suas atividades militares, Héctor ocupou terras e acumulou dinheiro. Um mulherengo, ficou noivo de Alma McLaughlin em 1937, e o casamento finalmente aconteceu duas décadas depois.
Héctor Trujillo trabalhou como um "fantoche" para seu irmão, que tinha todo o controle do país. Eleito presidente em 16 de agosto de 1952, foi "convidado" a renunciar em 3 de agosto de 1960, quando seu irmão reformulou o governo.
Morreu de causas naturais em Miami em 19 de outubro de 2002.